# Octavio Caballero Jara
Octavio Caballero Jara (Ayapata, 22 de marzo de 1955) es un minero y político peruano. Fue alcalde del distrito de Madre de Dios durante dos periodos entre 1996 y 2002 y Consejero Regional de Madre de Dios entre 2015 y 2018.
Nació en el Distrito de Ayapata, provincia de Carabaya, departamento de Puno, Perú, el 22 de marzo de 1955, hijo de Germán Caballero Cáceres y Natividad Jara Sánchez. Cursó sus estudios primarios en su localidad natal y los secundarios en la ciudad de Juliaca. No realizó estudios técnicos ni superiores. Desde 1980 residen en el distrito de Madre de Dios dedicándose a la minería artesanal.
Su primera participación política se dio en las elecciones municipales de 1993 en las que fue elegido como regidor del distrito de Madre de Dios. En las elecciones municipales de 1995 fue elegido como alcalde de ese distrito y reelegido en las elecciones de 1998. En las elecciones municipales del 2006 tentó su elección como alcalde de la provincia del Manu sin éxito. Participó en las elecciones regionales del 2014 siendo elegido consejero regional por la provincia del Manu.